# 忠和公園体育館
忠和公園体育館（ちゅうわこうえんたいいくかん）は、北海道旭川市神居町忠和333番地に所在する、忠和公園内にある体育館である。

## 概要
公益財団法人旭川市公園緑地協会が運営する忠和公園の中核施設。個々の体力に合わせ、基礎体力向上及びスポーツを楽しむことを目的とした「健康運動公園」として位置づけられている施設の一つ。体育館（面積1,354㎡）、運動器具が使用できるほか、健康運動研修室・ウォームアップコーナー、健康体力チェック室、子供アスレチック等施設を利用することが可能。
定期的に旭川市中学校連盟主催の体育大会（バスケットボールなど）など市内の各種大会が開催されている。開館時間は午前9時から午後9時、入館料は大人150円、高校生が100円、中学生以下無料、最寄りのバス停は「忠和5条3丁目」。